# Vladimír Hurban
Vladimír Svetozár Hurban (4. dubna 1883 Turčianský Svatý Martin – 26. října 1949 Praha) byl slovenský spisovatel, plukovník Československé armády, diplomat a velvyslanec Československa, důležitý člen Maffie, organizace tzv. Prvního československého odboje okolo Tomáše Garrigue Masaryka. V letech 1936 až 1946 působil jako pátý řádný vyslanec ČSR ve Spojených státech amerických (od roku 1943 velvyslanec) a stal se tak nejdéle působícím československým vyslancem v USA. Patřil mezi nejvýznamnější slovenské diplomaty Československa.

## Život

### Mládí
Narodil se v Turčianském Svatém Martině v rodině známého slovenského spisovatele Svetozára Hurbana-Vajanského. Studoval na Technické univerzitě ve Vídni a na Vysokém učení technickém v Brně. Jako mladý novinář se v roce 1907 účastnil soudního procesu k Černovské tragédii, slovensko-maďarské národnostní tragédii ve slovenské obci Černová. Jelikož proces byl uherskou vládou zpolitizovaný a do soudní síně nebyly připuštěni slovenští a zahraniční novináři, seděl Vladimír Hurban v obecenstvu a uveřejňoval zprávy o procesu v Národních novinách.

### Československo
Jakožto slovenský vlastenec se po vypuknutí první světové války zapojil rovněž do činnosti tajné organizace Maffie, která podporovala zahraniční aktivity exilové skupiny kolem profesora Tomáše Garrigue Masaryka, Edvarda Beneše a Milana Rastislava Štefánika zasazujících se o vznik samostatného Československa. Po vzniku Československa 28. října 1918 působil v Československé armádě, začátkem 20. let působil v Sovětském svazu. Posléze se stal kariérním diplomatem při rezortu ministerstva zahraničních věcí ČSR. Absolvoval vyslaneckou misi v Egyptě a ve Švédsku, s přidanou akreditací pro Norsko a Litvu.

### Vyslanec ve Spojených státech
V roce 1936 byl Vladimír Hurban jmenován vyslancem ČSR ve Spojených státech amerických, kde nahradil dosavadního vyslance Ferdinanda Veverku. Ve Washingtonu D.C. působil i v době okupace Československa během druhé světové války, kdy byl součástí exilové vlády Edvarda Beneše se sídlem v Londýně. V rámci svého působení se opakovaně setkal s americkým prezidentem Franklinem Delano Rooseveltem a jeho manželkou Eleanorou. Byl rovněž členem československé delegace v San Francisku při zakládání Organizace spojených národů v dubnu až červnu 1945. Roku 1946 funkci opustil a přesunul se do Prahy. Nahradil jej Juraj Slávik.

### Úmrtí
Vladimír Hurban zemřel 26. října 1949 v Praze ve věku 66 let.

## Galerie

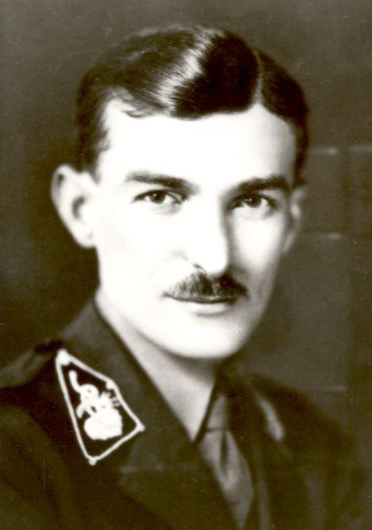
Hurban jako voják v Rusku v roku 1925.
Hurban jako vyslanec ČSR v roce 1939 se svou manželkou Olgou na slavnostní akci v Bílém domě ve Washingtonu. Od roku 1943 působil v USA jako velvyslanec.
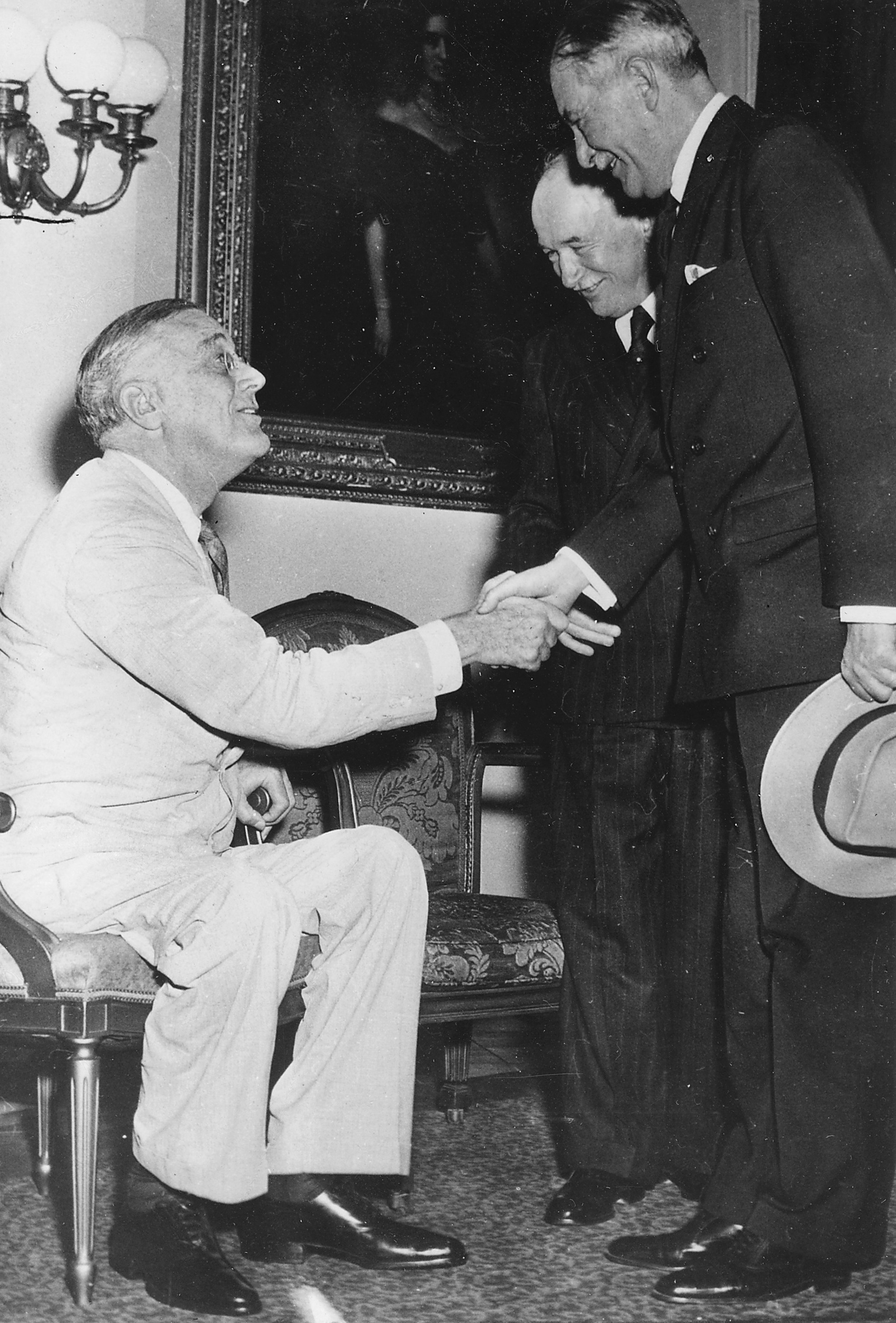
Hurban s prezidentem Edvardem Benešem u amerického prezidenta F. D. Roosevelta v květnu 1943.
Hurban hájící v USA československou státnost v roce 1939 po okupaci českých zemí a vzniku Protektorátu Čechy a Morava.